# Mário de Miranda Vilas-Boas
Mário de Miranda Vilas-Boas (* 4. August 1903 in Rio Grande, Brasilien; † 23. Februar 1968) war Erzbischof von Paraíba.

## Leben
Mário de Miranda Vilas-Boas empfing am 6. Dezember 1925 das Sakrament der Priesterweihe.
Am 26. Mai 1938 ernannte ihn Papst Pius XI. zum Bischof von Garanhuns. Der Erzbischof von Aracaju, José Tomas Gomes da Silva, spendete ihm am 30. Oktober desselben Jahres die Bischofsweihe; Mitkonsekratoren waren der Bischof von Pesqueira, Adalberto Accioli Sobral, und der Bischof von Caetité, Juvéncio de Brito.
Papst Pius XII. bestellte ihn am 10. September 1944 zum Erzbischof von Belém do Pará. Die Amtseinführung erfolgte am 5. Januar 1945. Am 23. November 1956 ernannte ihn Pius XII. zum Titularerzbischof von Cyrrhus und zum Koadjutorerzbischof von São Salvador da Bahia. Mário de Miranda Vilas-Boas wurde am 20. Juni 1959 Erzbischof von Paraíba. Er nahm als Erzbischof von Paraíba an allen vier Sitzungsperioden des Zweiten Vatikanischen Konzils teil.
Am 18. Mai 1965 nahm Papst Paul VI. das von Mário de Miranda Vilas-Boas vorgebrachte Rücktrittsgesuch an und ernannte ihn zum Titularerzbischof von Gibba.